# Göljarydsgölen (Almesåkra socken, Småland)
Göljarydsgölen är en sjö i Nässjö kommun i Småland och ingår i Motala ströms huvudavrinningsområde.